# Leza de Río Leza
Leza de Río Leza est une commune de la communauté autonome de La Rioja, en Espagne.

## Démographie
| 1900 | 1910 | 1920 | 1930 | 1940 | 1950 | 1960 | 1970 | 1981 |
| ---- | ---- | ---- | ---- | ---- | ---- | ---- | ---- | ---- |
| 164  | 200  | 201  | 192  | 216  | 178  | 128  | 50   | 23   |

| 1991 | 2001 | 2011 | - | - | - | - | - | - |
| ---- | ---- | ---- | - | - | - | - | - | - |
| 27   | 36   | 50   | - | - | - | - | - | - |

## Administration

### Conseil municipal
La ville de Leza de Río Leza comptait 42 habitants aux élections municipales du 26 mai 2019. Son conseil municipal (en espagnol : Pleno del Ayuntamiento) se compose donc de 3 élus.
| Parti | Parti                                    | Voix | %       | Élus  |
| ----- | ---------------------------------------- | ---- | ------- | ----- |
|       | Parti populaire (PP)                     | 28   | 63,64 % | 2 / 3 |
|       | Parti socialiste ouvrier espagnol (PSOE) | 15   | 34,09 % | 1 / 3 |
|       | Partido Riojano (PR+)                    | 1    | 2,27 %  | 0 / 3 |

### Liste des maires
| Mandat    | Maire | Maire                     | Parti |
| --------- | ----- | ------------------------- | ----- |
| 1979-1983 |       | I. Sáenz Montaña          | UCD   |
| 1983-1987 | ?     | ?                         | ?     |
| 1987-1991 |       | Rosario Galilea Moreno    | PR    |
| 1991-1995 |       | Juan José Montaña Montaña | PR    |
| 1995-1999 |       | Juan José Montaña Montaña | PR    |
| 1999-2003 |       | Luis Sáenz Sáenz          | PP    |
| 2003-2007 |       | M.ª Carmen Sáenz Blasco   | PP    |
| 2007-2011 |       | M.ª Carmen Sáenz Blasco   | PP    |
| 2011-2015 |       | M.ª Carmen Sáenz Blasco   | PP    |
| 2015-2019 |       | Juan Carlos Duarte Díez   | PP    |
| 2019-2023 |       | Juan Carlos Duarte Díez   | PP    |